# You're Gonna Go Far, Kid
You're Gonna Go Far, Kid är en singel av det amerikanska punkrockbandet The Offspring och den spelades live ett antal gånger innan albumet släpptes. Det var den mest spelade låten på den nordamerikanska radiokanalen KROQ 106.7 under vecka 39–41 år 2008 och den hamnade på plats 1 på listan The KROQ Top 106.7 Songs of 2008. Singeln uppnådde guldstatus i USA den 2 april 2009, då mer än 500 000 kopior av singeln hade sålts, och detta var även den första singeln av bandet att uppnå guldstatus i USA någonsin. Musikvideon hade premiär den 16 oktober 2008 på Myspace och är regisserad av Chris Hopewell. Dexter Holland fick idén för låten en dag när han var ute och flög. "You're Gonna Go Far, Kid" var, tillsammans med "Self Esteem", med i The Axis of Awesomes humorlåt "Four Chords".
Låten finns med i Iphonespelet Tap Tap Revenge och bandet utlyste en tävling, gällande detta, för alla sina fans. Tävlingen (kallad Tap-a-thon) gick ut på att man spelade låten "You're Gonna Go Far, Kid" på just Tap Tap Revenge och fick man över 150 000 poäng kunde man skicka in poängen och då ha en chans att vinna. Första pris var en signerade Rise and Fall, Rage and Grace-skateboard. Tävlingen höll på mellan den 7 november-9 november 2008. Låten finns även med i rytmspelet Power Gig: Rise of the SixString.
I december 2013 släpptes låten i tre olika julversioner, som alla var inspirerade av NES-musik. Dessa versioner går under namnen "8-bit Rudolph version", "8-bit Mistletoe version" och "8-bit Eggnog version".

## Låtlista
Alla låtar är skrivna och komponerade av The Offspring, om inte annat anges. 
| Nr | Titel                    | Längd |
| -- | ------------------------ | ----- |
| 1. | You're Gonna Go Far, Kid | 2:58  |

| 1. | You're Gonna Go Far, Kid                | 3:00 |
| 2. | You're Gonna Go Far, Kid (live-version) | 2:59 |
| 3. | Hammerhead (live-version)               | 4:36 |
| 4. | You're Gonna Go Far, Kid (video)        | 4:36 |

| 1. | You're Gonna Go Far, Kid (8-bit Rudolph version)   | 1:04 |
| 2. | You're Gonna Go Far, Kid (8-bit Mistletoe version) | 1:03 |
| 3. | You're Gonna Go Far, Kid (8-bit Eggnog version)    | 1:02 |